# Алба-Пенија (Тренто)
Алба-Пенија (итал. Alba-Penia) је насеље у Италији у округу Тренто, региону Трентино-Јужни Тирол.
Према процени из 2011. у насељу је живело 863 становника. Насеље се налази на надморској висини од 1532 м.